# Massacro dell'isola di Bangka
Il massacro dell'isola di Bangka fu un crimine di guerra commesso dai soldati giapponesi durante la seconda guerra mondiale, sull'isola indonesiana di Bangka ad est della Sumatra.
Il 12 febbraio 1942, il veliero reale Vyner Brooke del Sarawak lasciò Singapore poco prima che la città cadesse nelle mani dell'esercito imperiale giapponese. La nave stava trasportando numerosi feriti e 65 infermiere. La nave fu bombardata da un aereo giapponese e affondò. Due infermiere rimasero uccise nel bombardamento. Un centinaio di sopravvissuti si riunirono vicino a Radji Beach, di cui 22 delle 65 infermiere. L'isola era occupata dai giapponesi. L'infermiera di grado più alto, Irene Drummond Melville, suggerisce che donne e bambini partano per Muntok, mentre le infermiere sarebbero rimaste a curare i feriti e ad allestire un ricovero della Croce Rossa.
A metà mattinata, l'ufficiale della nave ritornò con una ventina di soldati giapponesi. Ordinarono a tutti i feriti di seguirli. Le infermiere sentirono una serie di spari, poi i soldati giapponesi tornarono, si sedettero di fronte alle donne e pulirono le baionette e le pistole. 
Un ufficiale giapponese ordinò alle 22 infermiere e ad una donna civile di camminare tra le onde. Sulla spiaggia era stata installata una mitragliatrice; quando le donne ebbero l'acqua fino alla vita, furono mitragliate. Morirono tutte, tranne Vivian Bullwinkel. I soldati feriti furono lasciati nelle barelle ed infine furono uccisi.
Bullwinkel, ferita al ventre, rimase immobile nell'acqua fino a quando le truppe si dileguarono. Strisciò nella boscaglia e rimase priva di sensi per giorni. Al risveglio, incontrò il soldato britannico Patrick Kingsley, anch'egli ferito, ma sopravvissuto al massacro. Egli morirà prima di raggiungere il campo di prigionia giapponese, ma lei no: la sua permanenza sarebbe durata tre anni. Dopo la guerra testimoniò al Tribunale per i crimini di guerra di Tokyo nel 1947. Le fu ordinato dal governo australiano di non parlare degli stupri.